# Phasia glabrata
Phasia glabrata là một loài ruồi trong họ Tachinidae.